# HD 59136
HD 59136，又名BD-22 1878，SAO 173778、HR 2860，是一颗恒星，视星等为5.95，位于銀經237.29，銀緯-2.74，其B1900.0坐标为赤經7h 23m 27.8s，赤緯-22° -2.74′ 22″。